# Adamo
Adamo (in ebraico אָדָם‎?, in arabo آدم‎?, ʾĀdam) è il nome, secondo l'ebraismo, il cristianesimo e l'islam, del primo uomo. Il racconto della discendenza di tutti gli uomini da un unico progenitore è il fondamento della fratellanza di tutti i popoli. Secondo l'Antico Testamento, Adamo fu marito di Eva ed ebbe da lei Caino, Abele, Set e molti altri figli e figlie.

## Etimologia
L'ebraico  'dm significa uomo o, come nome proprio  Adamo; nella maggioranza dei casi ha valore collettivo e indica la specie umana, come il latino homo, può quindi essere tradotto umanità, gli uomini, ma può anche indicare un singolo individuo.
Il racconto del peccato originale incornicia la storia fra due passi (Genesi 2,5-7;3,19) che associano il nome di Adamo con l'ebraico אדמה, adāmā, "terra arabile", "suolo". Si tratta di un'assonanza, non di un'etimologia, e ha la funzione letteraria di sottolineare che il racconto intende parlare soprattutto della condizione umana di fatica e di mortalità.

## La creazione del primo uomo nelle tradizioni religiose

### Tavolette sumere
La creazione dell'uomo è descritta nelle tavolette sumere di Enki e Ninma
 ed è motivata dalla rivolta degli dei minori che pretendono che qualcuno coltivi la terra al loro posto per produrre il cibo di cui anche gli dei si nutrono.
Enki crea l'uomo: LL. 24-37:
"Alle parole di sua madre Namma, Enki si alzò dal suo letto, il dio in Ḫalanku, il suo angoletto delle riflessioni, si batté la coscia con il palmo della mano, il saggio, l’intelligente, l’accorto che conosce tutto ciò che è perfetto ed artistico, il creatore che forma ogni cosa, fece apparire il Sigen ed il Sigšar (= la matrice o meglio le ovaie), Enki stese il suo braccio verso di esse e là crebbe un feto! Enki, il creatore, dopo aver infuso parte della sua intelligenza all’interno della creatura, sua emanazione, a sua madre Namma rivolse la parola: «Madre mia, alla creatura che tu avrai formato, imponi la corvée degli dèi! Dopo che tu avrai mescolato l’interno della fertile creta dell’Abisso, Sigen e Sigšar gratteranno la creta e tu (allora) farai esistere i loro arti, Ninmaḫ sia la tua aiutante; Ninimma, Šuzianna, Ninmada, Ninbarag, Ninmug, Dududuḫ ed Erešgunna possano assisterti durante il tuo parto; madre mia, decidi il destino della creatura; Ninmaḫ possa assoggettarla alla corvée!»

### Antico Egitto
Nell'Antico Egitto il dio che ha creato il primo uomo si chiama Khnum. Il dio Khnum è un vasaio che modella la creta e sul suo tornio modella l'uomo con la creta, poi lo pone nel ventre della sua aiutante. Si credeva che egli creasse tutti i bambini sul suo tornio da vasaio, forgiandoli con cura nell’argilla e piantandoli come un seme nel ventre della madre. Nel suo lavoro era assistito da Satet e Anuqet. Una rappresentazione di Khnum nell'atto di creare l'uomo al tornio si vede nel tempio di Mammisi a Dendera.

### Antico Testamento

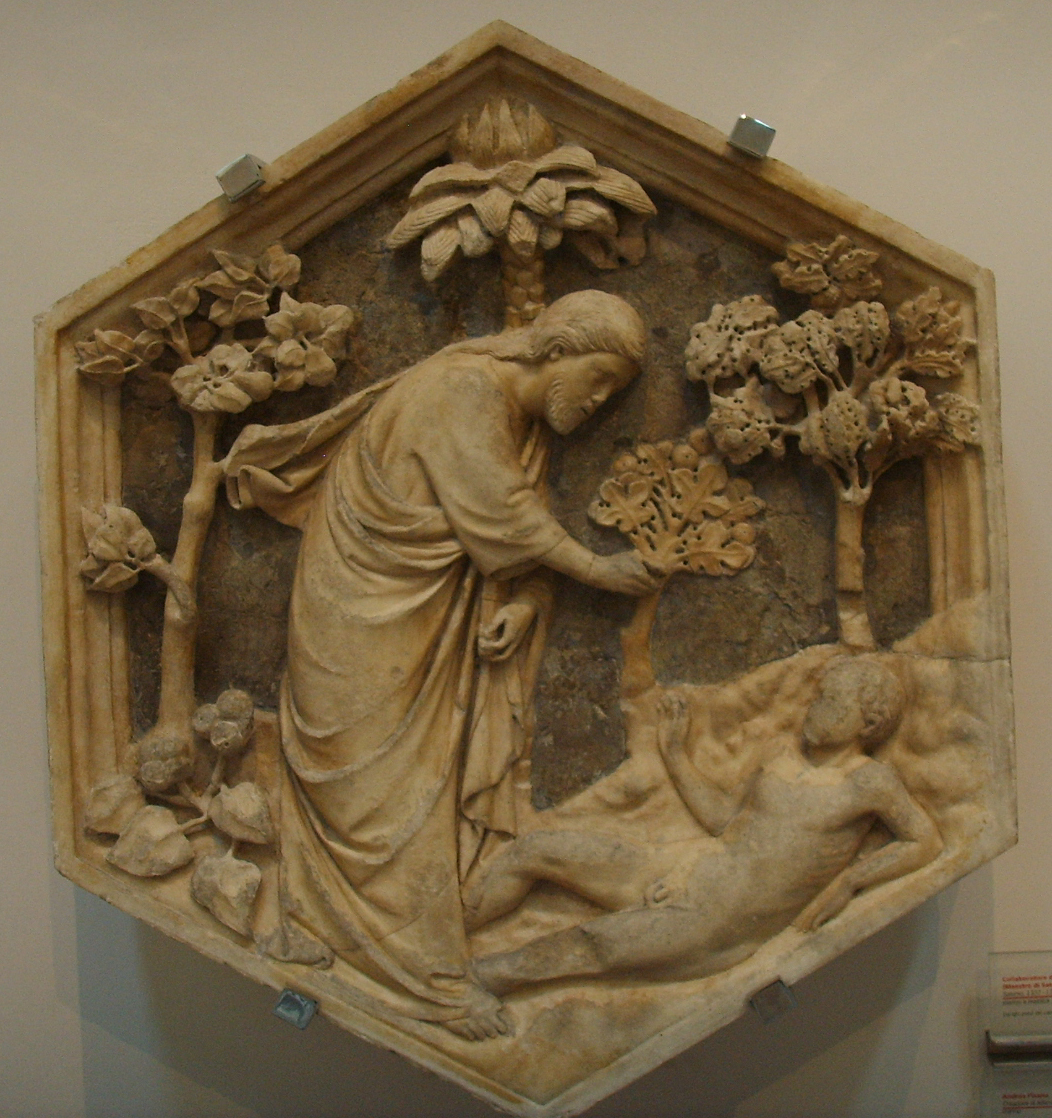
Creazione di Adamo, formella del Campanile di Giotto, Andrea Pisano, 1334-1336

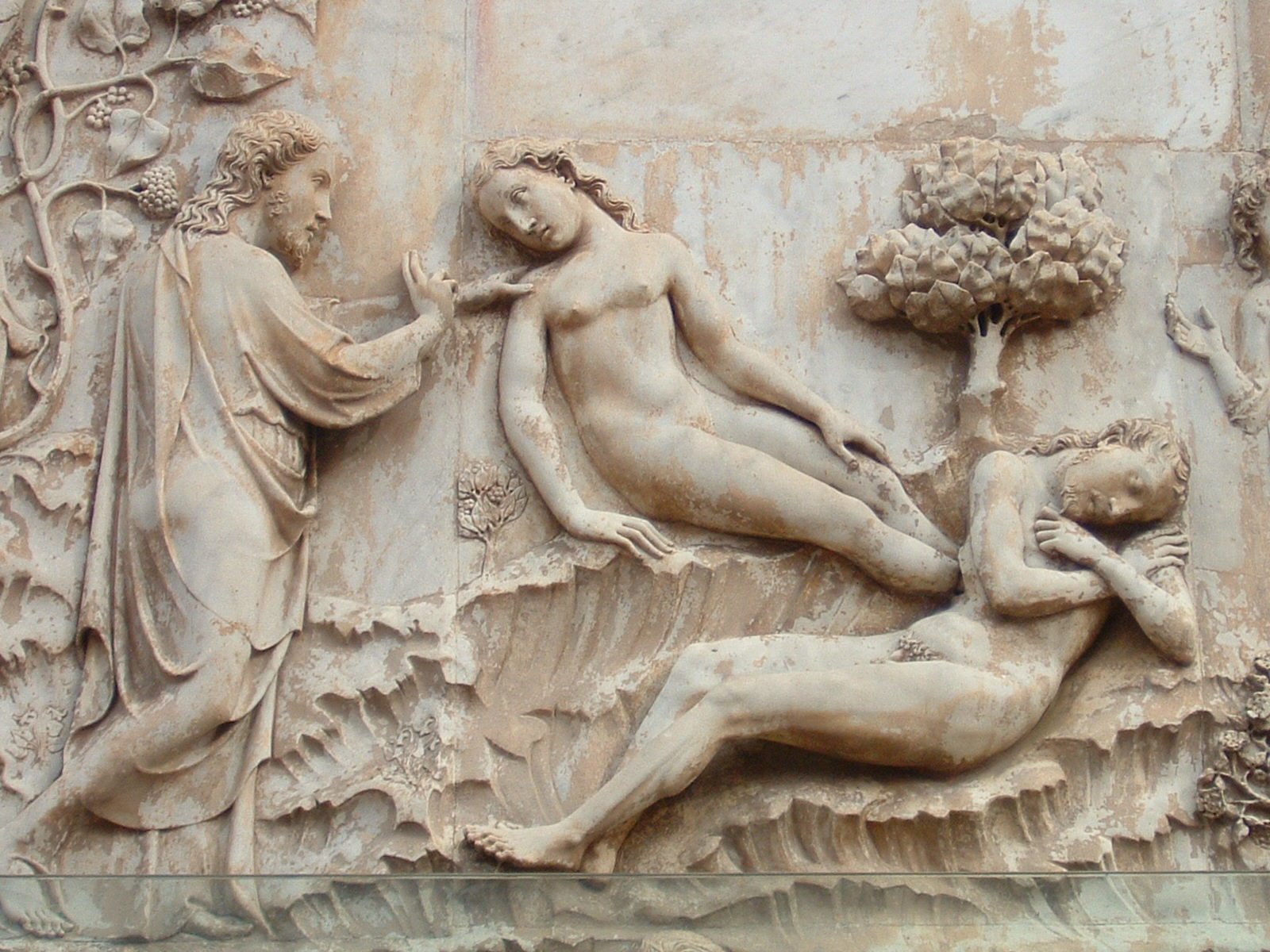
Eva viene estratta già formata dal fianco di Adamo (Lorenzo Maitani e bottega, dettaglio della facciata del duomo di Orvieto).

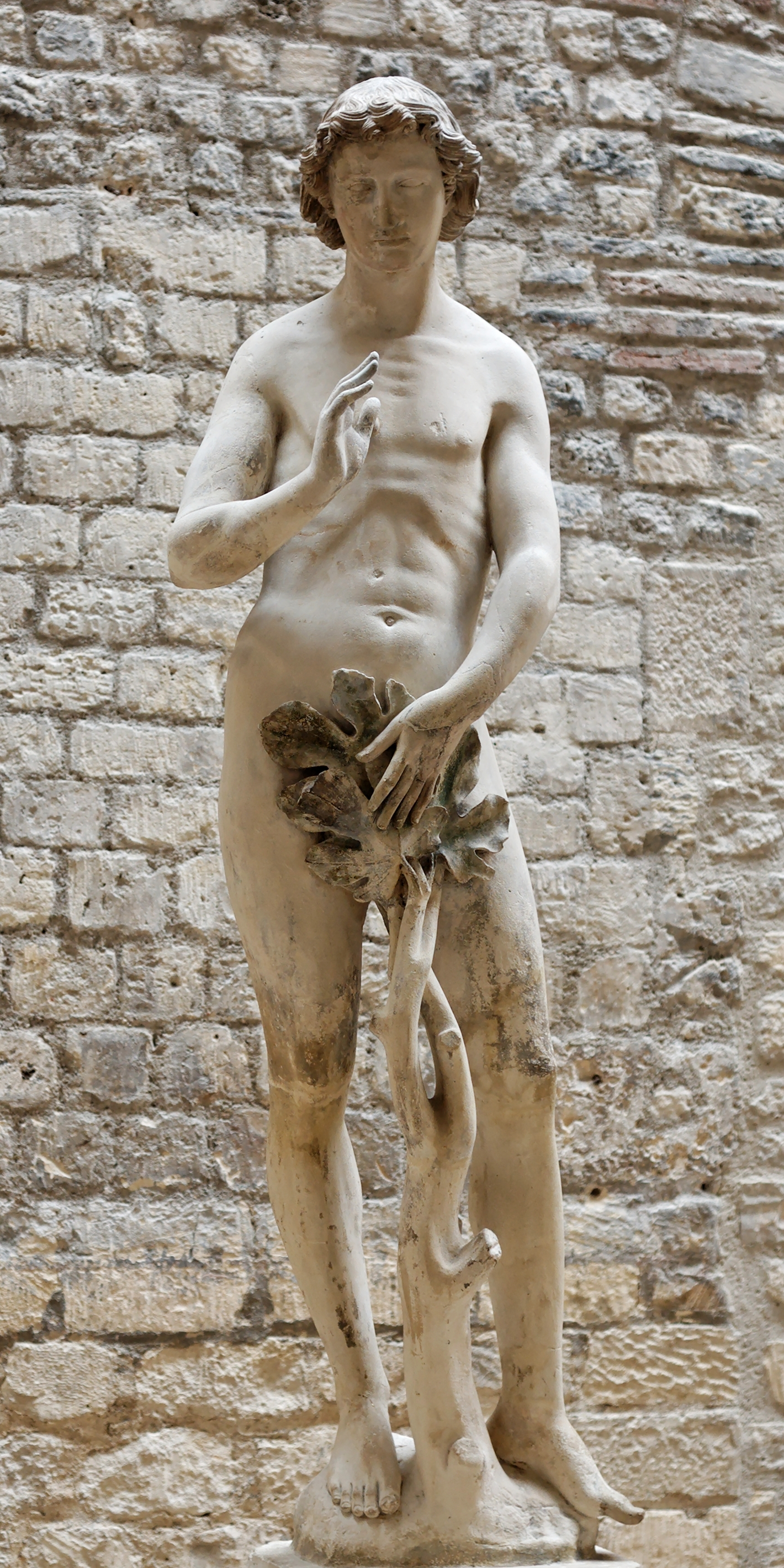
Adamo, 1260 circa, Hôtel de Cluny, Parigi.

La creazione di Adamo ed Eva viene narrata nel libro della Genesi in due brani: il primo, brevissimo, in Genesi 1,26-28 ed il secondo in Genesi 2,7-22. Il primo racconto insegna la dignità dell'uomo, creato a immagine di Dio, e la sua signoria sul creato. Il secondo racconto viene considerato un approfondimento del tema, che consente di meglio definire la responsabilità dell'uomo per la custodia del creato e la parità fra uomo e donna, preparando anche il racconto del peccato originale. Secondo la critica biblica moderna, si tratta di due testi che derivano da fonti diverse.
Nella prima versione la creazione dei primi uomini si inserisce nello schema dei sette giorni ed è visto come l'apice del lavoro di Dio, essendo stato creato infatti per ultimo, il sesto giorno, e contemporaneamente alla donna:
E Dio creò l'uomo a sua immagine; a immagine di Dio lo creò; maschio e femmina li creò.

Nella seconda versione, a differenza della prima, in cui l'uomo è creato per ultimo e contemporaneamente alla donna, l'uomo è invece creato prima delle piante e degli animali di cui dovrà prendersi cura (Genesi 2,4-7) plasmando la terra e infondendogli il soffio divino, mentre la donna è creata solo successivamente (dopo piante (2,8-15), animali e uccelli (2,18-20) da una costola (o meglio dal costato, cioè dal fianco) dell'uomo stesso (2,21-25):
Si osservi che Dio infonde il suo spirito solo nell'essere umano e non negli animali. Il racconto, quindi, segnala che Dio aveva inizialmente dotato Adamo (e di conseguenza Eva creata con carne della sua carne e ossa delle sue ossa) di una vita soprannaturale, la condivisione dello stesso spirito vitale di Dio. Questa condivisione sarà persa con la ribellione dell'uomo alla volontà divina (il "peccato originale"), con cui è incompatibile. Il corpo dell'uomo, invece, è fatto solo di terra, cioè polvere impastata con acqua (l'acqua, che induce il suolo a produrre i vegetali, è simbolo della vita naturale). Nel versetto 3,19 la morte dell'uomo è descritta come un ritorno alla sola polvere proprio perché la vita soprannaturale descritta simbolicamente tramite la condivisione del soffio divino, era già stata perduta.
E dalla sua "costola" sarebbe stata generata la prima donna, Eva:
Questo racconto sembra descrivere un intervento chirurgico, ma per alcuni biblisti il testo descriverebbe solo il sogno con cui Dio insegna ad Adamo che la donna che gli avrebbe presentato al suo risveglio era "carne della sua carne e osso delle sue ossa".

### Nuovo Testamento
Anche nel Nuovo Testamento vengono richiamate le figure di Adamo ed Eva, ma perlopiù in modo marginale. Ad esempio si veda il Vangelo secondo Matteo 19,4-5, in cui la coppia dei progenitori è indicata come esempio di monogamia. La figura di Adamo, però, acquista importanza teologica quando Paolo di Tarso la confronta con Gesù Cristo, il nuovo e ultimo Adamo: come a causa del peccato di Adamo tutti gli uomini erano caduti nel peccato, così per Cristo tutti gli uomini trovano la grazia.  Si veda la Lettera ai Romani 5,12-21 oppure la Prima lettera ai Corinzi 15,20-50.
Il peccato di Eva, invece, viene richiamato da Paolo solo per regolare la partecipazione femminile al culto. Nelle altre attività delle comunità cristiane paoline le donne erano molto attive: Paolo cita ad esempio la diaconessa Febe nella Lettera ai Romani 16,1-2; altre donne predicavano11,5 o insegnavano18,26). Nella Prima lettera ai Corinzi (1 Cor 14,34) Paolo aveva fatto appello alla legge giudaica per esigere il silenzio dalle fedeli. Anche la Bibbia Edizioni Paoline evidenzia come "queste limitazioni dei diritti delle donne nelle assemblee derivano indubbiamente dalla prassi giudaica; nella sinagoga infatti era ed è impensabile la partecipazione attiva della donna. Nella Prima lettera a Timoteo, invece, Paolo richiama espressamente le figure dei progenitori: "La donna impari in silenzio, con tutta sottomissione. Non concedo a nessuna donna di insegnare, né di dettare legge all'uomo; piuttosto se ne stia in atteggiamento tranquillo. Perché prima è stato formato Adamo e poi Eva; e non fu Adamo a essere ingannato, ma fu la donna che, ingannata, si rese colpevole di trasgressione." (1Tm2,11-14).
Robert A. Wild nel "Nuovo Grande Commentario Biblico", sottolinea come Paolo nei suoi scritti stigmatizzi il tentativo di alcune donne di "dettare legge all'uomo" durante il culto, in quanto "sarebbe una violazione di Gen3,16.13-14 ("Verso tuo marito sarà il tuo istinto, ma egli ti dominerà")"   Come evidenzia il "Nuovo Grande Commentario Biblico", "è un argomento scritturale che si richiama a Gen2-3 (LXX) e si serve del medesimo linguaggio. Si stabiliscono due punti: il maschio ha la priorità perché è stato creato per primo e, poiché in Gen3,13 «l'essere ingannata» è ascritto in modo esplicito alla donna e non all'uomo, è più probabile che le donne vengano fuorviate, per cui non dovrebbero insegnare (vedi anche Sir25,24)".

## Due soli progenitori: storia o leggenda?
La Bibbia afferma che tutti gli uomini sono fratelli perché tutti discendono da un'unica coppia di progenitori: Adamo ed Eva. Questa teoria si chiama monogenismo.

### Il monogenismo e la scienza
Il dibattito fra monogenismo e poligenismo sembra essere all'origine o comunque aver influenzato gli studi di Charles Darwin sull'evoluzione della specie Homo sapiens. Darwin proveniva da una famiglia profondamente legata alla Bibbia e rigorosamente attiva nel movimento per l'abolizione dello schiavismo (suo nonno Josiah Wedgwood aveva disegnato il logo ufficiale del movimento abolizionista) e, secondo un'interpretazione, sarebbe stato indotto a formulare la sua teoria dell'evoluzione naturale dal desiderio di dimostrare scientificamente la fratellanza delle razze umane.
Lo sviluppo della genetica ha indotto a ritenere inappropriato il monogenismo e perciò è nato un dibattito fra i biblisti per valutare fino a che punto la bibbia realmente afferma il monogenismo. Pur mantenendo la convinzione dell'unitarietà della razza umana, i numerosi indizi raccolti per primo da Le Perière suggeriscono che esistessero dei "preadamiti" e che Adamo debba essere inteso come un antenato genealogico piuttosto che genetico.
La teoria monogenista è tuttora discussa dalla scienza moderna, ma con sviluppi sorprendenti, abbastanza diversi dalle ipotesi bibliche. Secondo gli studi di genetica sarebbe esistito un unico progenitore maschio (Adamo cromosomiale-Y) e un'unica progenitrice (Eva mitocondriale), ma vissuta migliaia di anni dopo di lui.

### Il monogenismo biblico tenendo conto dei generi letterari
Nel primo racconto della creazione non c'è traccia di un'unica coppia di progenitori. Adamo ed Eva compaiono solo nel secondo e terzo capitolo della Genesi, il cui carattere "mitico" è riconosciuto da molti biblisti. Il racconto, infatti, non è di tipo storico ma "eziologico" e intende parlare soprattutto della fatica e della morte che connotano la condizione umana attuale. I biblisti, inoltre, hanno notato che la storia di Adamo anticipa quella del popolo d'Israele: entrambi furono collocati da YHWH in un "giardino di delizie", ad entrambi fu affidata una legge divina, entrambi disobbedirono e infine entrambi furono deportati in una terra posta "a est". Anche in molti dettagli la descrizione di Adamo nell'Eden ricorda quella di un re nella Terra Promessa.
In conclusione, "In Gen 2-3, non si parla tanto di un peccato originale ... , ma del peccato dell'uomo di sempre, tanto radicato nel cuore dell'uomo che fin dall'inizio segnò la sua esistenza". Secondo Gianantonio Borgonovo il racconto è un'eziologia metastorica, in cui il capitolo secondo della Genesi non descrive lo stato del mondo prima del peccato, ma "l'ideale divino colto a partire dal negativo del reale...la sproporzione fra il disegno di Dio e la sua concreta realizzazione...". Solo durante il medio giudaismo del Libro dei Giubilei e dell'ultima apocalittica (IV Esdra) il racconto dell'Eden in Gen 2 venne cronologizzato come un periodo che avrebbe preceduto la storia dell'umanità peccatrice, ponendo la premessa per la teoria agostiniana del peccato originale come perdita di uno stato originario.
Il racconto del progetto originario di Dio, invece, fornì gli spunti letterari per descrivere la sua realizzazione escatologica nel Libro di Isaia (11; 25,6-10) e nell'Apocalisse di Giovanni, il libro che chiude la Bibbia come la Genesi ne costituisce l'inizio.

## La creazione di Eva dalla costola di Adamo
Il mito della creazione di Eva dalla carne di Adamo insegna la consustanzialità dell'uomo e della donna (in Genesi 1,23 Adamo definisce Eva "carne della mia carne e ossa delle mie ossa").

### La Bibbia parla veramente di una costola?
Si osservi che la parola latina costa, utilizzata nella Bibbia in latino e da Tommaso d'Aquino, significa sia "costola" sia "fianco". Per questo motivo gli artisti medievali che dipinsero o scolpirono la creazione della donna, rappresentarono una figura femminile completamente formata che usciva dal fianco di Adamo addormentato.
Anche la corrispondente parola ebraica tradotta normalmente come "costola" (צלע, =tzelà) ha un significato molto ampio, riconducibile sempre a quello di "metà". Eva non viene creata dopo Adamo, ma solo separata da lui, seguendo il modello creativo seguito nel primo capitolo (separazione della luce dalle tenebre, delle acque superiori da quelle inferiori, ecc.). Il testo biblico, quindi, insegna la consustanzialità e complementarità dell'uomo e della donna.
Diverse interpretazioni di questo passo furono proposte nel corso del tempo, tra cui quella basata sul mito di Aristofane o dell'androgino di Platone; un'interpretazione che ebbe numerosi cultori nell'antichità da Filone di Alessandria a Origene e Gregorio di Nissa. Il racconto biblico, cioè, non presenterebbe la creazione della donna in un momento successivo a quella dell'uomo, ma la creazione simultanea di entrambi i sessi a partire da un indifferenziato "terrestre" (Adam). Nella Bibbia, infatti, il nome "ish" (uomo maschio) compare solo dopo l'incontro di entrambi.

### Interpretazione teologica
Nella Summa Theologiae, San Tommaso d'Aquino spiega che la donna fu convenientemente creata dalla costola di Adamo: Era conveniente che la donna fosse formata con la costola dell'uomo. Primo, per indicare che tra l'uomo e la donna deve esserci un vincolo di amore. D'altra parte la donna "non deve dominare sull'uomo" , e per questo non fu formata dalla testa. Né deve essere disprezzata dall'uomo come una schiava; perciò non fu formata dai piedi. - Secondo, per una ragione mistica: perché dal costato di Cristo dormiente sulla croce dovevano scaturire i sacramenti, sangue e acqua, con i quali sarebbe stata edificata la Chiesa.
La creazione di Eva dal fianco di Adamo, quindi, simboleggia l'unione paritaria fra uomo e donna e anticipa simbolicamente l'unione fra Cristo e la Chiesa, rappresentata come un matrimonio nel Nuovo Testamento (Es: Ap 19,7-8). Dal costato di Gesù morto in croce, trafitto dalla lancia di un soldato romano, uscirono sangue e acqua, che simboleggiano i due sacramenti dell'Eucaristia e del Battesimo sui quali fu istituita la Chiesa.

### Credenze falsamente associate al racconto biblico
Secondo una credenza popolare abbastanza diffusa, gli uomini avrebbero una costola in meno rispetto alle donne, eredità dell'asportazione subita da Adamo. In realtà gli uomini e le donne hanno lo stesso numero di costole. È però importante notare che in molti testi di ampia diffusione, soprattutto relativi alla storia della scienza, viene erroneamente raccontato che in passato questa credenza fosse una vera e propria tesi scientifica accettata e consolidata, derivante dal racconto biblico ed imposta di fatto come dogma dalle autorità religiose.
A questo proposito, a volte viene anche raccontato che Andrea Vesalio, padre della moderna anatomia, sia stato condannato a morte dall'Inquisizione per aver spiegato nelle sue opere che uomini e donne hanno esattamente lo stesso numero di costole. In realtà questo è un falso storico, in quanto Vesalio non venne mai condannato da nessuno né per questo né per altri motivi, né ebbe mai scontri con la Chiesa, né le sue opere vennero mai considerate eretiche.
Del fatto che, anche in passato, la presunta costola mancante fosse solo una credenza popolare e non un dogma né una tesi scientifica, si possono portare molte prove. Uno dei principali teologi ed apologeti cristiani, Origene (185-254), nella sua opera Contra Celsum, spiega che il racconto della creazione di Eva non deve essere preso alla lettera, bensì deve essere interpretato per trovare le verità filosofiche contenute in esso. Lo scolastico Guglielmo di Conches (circa 1080, 1154) suggerisce che Eva fosse stata modellata dall'argilla che era sotto ad Adamo e non letteralmente creata da una sua costola. Il cardinale Tommaso De Vio (1469-1534), uno dei più importanti teologi cattolici nel periodo della nascente Riforma protestante, spiegava che il racconto della creazione di Eva deve essere interpretato come una parabola, in quanto qualunque interpretazione letterale sarebbe assurda. Non vi è quindi traccia di alcun dogma sulla costola mancante.
Sul fatto che essa non sia mai stata presa in considerazione come ipotesi scientifica si può citare ad esempio la Pseudodoxia epidemica, pubblicata nel 1646, celebre opera enciclopedica di Thomas Browne sugli errori comuni della sua epoca, in cui c'è un articolo espressamente dedicato alla credenza della costola mancante negli uomini: il fatto viene appunto spiegato essere solo un'errata credenza popolare.
Lo stesso Vesalio, nel suo De Humani Corporis Fabrica, quando si tratta di confutarli, cita espressamente Aristotele, Galeno ed altri studiosi ed anatomisti (anche suoi contemporanei). Ma nel caso della costola di Adamo, egli fa riferimento solo a ciò che crede il volgo ("Quod autem viros costa quapiam in altero latere destituitos, ac viros unius costae numero a muliere superari, vulgus opinatur, ridiculum plane est".). Questa credenza viene quindi definita da Vesalio "semplicemente ridicola" (ridiculum plane est): se essa fosse stata un dogma religioso, egli non si sarebbe mai permesso di utilizzare un'espressione del genere.
È molto probabile che la storia relativa a Vesalio e la costola di Adamo sia stata inventata da Andrew Dickson White nel suo libro del 1896 History of the Warfare of Science with Theology in Christendom (Storia del Conflitto tra Scienza e Teologia nella Cristianità), libro assai famoso e pesantemente criticato ormai da tutti i moderni storici per aver diffuso moltissimi falsi miti sulla storia dei rapporti fra scienza e fede, miti che sono all'origine della cosiddetta Tesi del Conflitto tra fede e ragione.

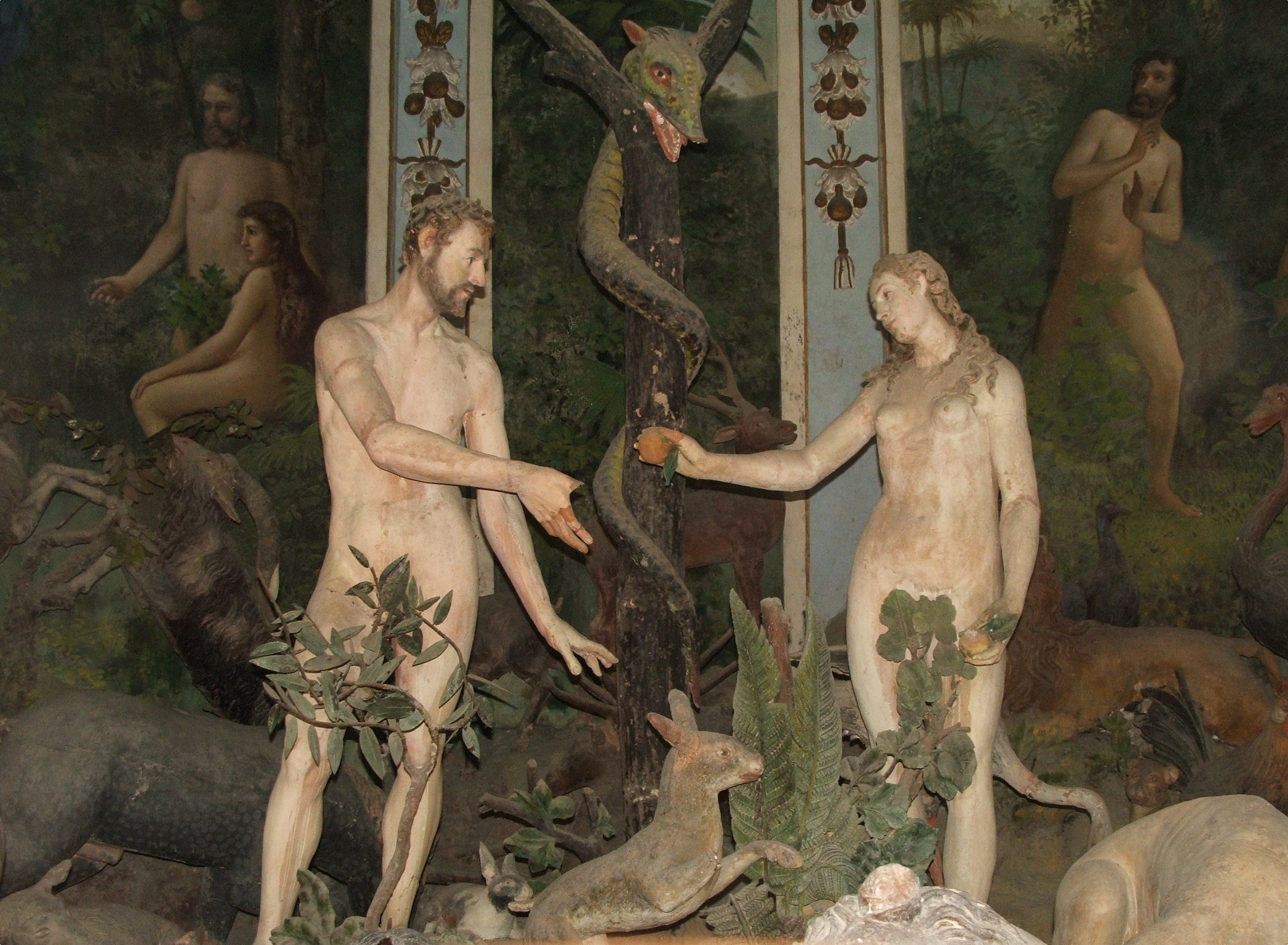
Sacro Monte di Varallo, Cappella I Il peccato originale: Adamo ed Eva, statue del Tabacchetti

Sull'aneddoto della condanna di Vesalio infatti sembra non esistere alcuna fonte precedente al 1896 e per quanto riguarda il presunto "dogma" della costola mancante nei maschi si può citare il fatto che, ancora nel 1840, un testo statunitense di anatomia parli solo di credenza popolare ("vulgar notion"); ancora nel 1846 un testo di storia della letteratura europea, descrivendo la Pseudodoxia Epidemica, faccia proprio riferimento alla credenza della costola mancante, definendola una questione superficiale ed insignificante anche per i tempi di Browne; e, ancora nel 1856, nella sua opera Popular errors explained and illustrated, John Timbs riporti pari pari la stessa spiegazione soprammenzionata di Thomas Browne.
Ma a partire dalla pubblicazione del libro di White nel 1896 fino ad oggi, il racconto della condanna di Vesalio e del presunto dogma della costola mancante si è diffuso in molti libri di storia della medicina, storia della scienza e storia dei rapporti tra scienza e fede. Inoltre il libro di White, nonostante un enorme impianto bibliografico, non riporta la fonte specifica di queste informazioni.

## Il peccato di Adamo e l'origine del male
Il male oggettivo (malattia, morte, disastri naturali, ecc.) e morale è una caratteristica universale e difficile da accettare per chi crede che esista un Dio creatore e amante dell'umanità. Perciò la Bibbia offre un racconto eziologico che attribuisce l'origine del male a uno stato universale di allontanamento dell'uomo da Dio che ha avuto origine già con Adamo. L'obiettivo del racconto è anche di insegnare che il bene e il male non possono essere stabiliti da un singolo individuo (o da un re), ma sono stabiliti dal Creatore e perciò sono un dato "oggettivo".
Il racconto biblico colloca Adamo in un contesto soprannaturale: un "giardino di delizie" (il giardino dell'Eden), la cui posizione geografica è evocata citando nomi geografici remoti e perciò quasi favolosi. In Eden Dio fa crescere ottimi alberi da frutto, la cui presenza esenta Adamo dallo sforzo di lavorare la terra, e al centro del giardino pone due alberi mitici, i cui frutti conducono rispettivamente alla vita e alla morte. Essi, quindi, sono simbolo dell'alternativa morale, che anche Adamo, come ogni uomo dopo di lui, deve affrontare. Adamo può cibarsi liberamente di tutti i frutti, anche di quelli dell'albero della vita, ma è avvisato di astenersi da quelli  dell'albero della conoscenza del bene e del male. La "conoscenza" associata all'albero del bene e del male non è di tipo puramente intellettuale, ma è la capacità di stabilire quali comportamenti debbano essere puniti o ricompensati.
Il racconto del peccato originale è centrato sulla colpa di Adamo e sulle sue cause. Il divieto divino di mangiare il frutto dell'albero del bene e del male è dato solo ad Adamo, perché la creazione di Eva viene opportunamente posticipata. Sarà Eva, comunque informata del divieto, a convincere Adamo a mangiare il frutto proibito. Secondo un'interpretazione ebraica, Eva avrebbe verificato che nulla succedeva toccando l'albero e perciò si sarebbe convinta che anche l'ordine di Adamo di non mangiarne i frutti era erroneo e non corrispondeva a un ordine divino. La colpa di Adamo, comunque, è quella di dare ascolto alle parole di un altro essere umano, anziché a quelle di Dio. Nella tradizione cristiana, però, il racconto venne utilizzato per giustificare il misoginismo. 
 Nella neotestamentaria Prima lettera a Timoteo, Paolo scrive infatti: "Non concedo a nessuna donna di insegnare, né di dettare legge all'uomo; piuttosto se ne stia in atteggiamento tranquillo. Perché prima è stato formato Adamo e poi Eva; e non fu Adamo a essere ingannato, ma fu la donna che, ingannata, si rese colpevole di trasgressione." (1Tm2,11-14), incolpando principalmente Eva per la trasgressione e l'aver indotto poi Adamo a peccare; Sant'Ambrogio (340-397) riprenderà tali concetti: "Adamo è stato indotto al peccato da Eva, non Eva da Adamo. È giusto che la donna accolga come padrone chi ha indotto a peccare".
Il serpente tentatore è una creatura (Gen 3,1), ma ovviamente non è un animale qualsiasi. Nella cultura mesopotamica il serpente sacro viveva alla corte della divinità suprema (El a Ugarit; Marduk a Babilonia) ed era associato alla magia anche tramite la radice linguistica dei due vocaboli. Nella cultura biblica, però, tutte le divinità pagane sono solo nomi di demoni. Il ruolo del serpente, indispensabile per la finezza psicologica del racconto, contiene quindi anche una polemica anti-idolatrica. La promessa ingannevole di poter conseguire uno status divino grazie alla semplice consumazione di un frutto allude ai vani riti magici delle religioni pagane. La condanna del serpente a strisciare per terra sarebbe un'inutile eziologia se il serpente fosse un semplice animale e un dettaglio fuorviante se il serpente fosse un semplice travestimento del diavolo della tradizione giudeo-cristiana, ma diventa completamente comprensibile nella cultura mesopotamica, in cui il mušḫuššu (= "serpente infuriato") era una divinità dotata di quattro zampe.
Il triangolo Adamo, Eva, serpente assomiglia a quello di Salomone, mogli idolatre, loro idoli (1 Re 11,1-8). Anche Salomone si allontanò da Dio per dare ascolto ad altri esseri umani. Altre somiglianze fra il racconto di Adamo e quello di Salomone sono note.
Nei due racconti, quindi, sarebbe anche simboleggiata la storia d'Israele, indotto ad adottare i culti idolatrici dai popoli circostanti, a cui era legato da molti rapporti commerciali e culturali (rappresentati dal legame di Salomone con le mogli pagane), con l'esito di smarrire la propria identità religiosa e indipendenza politica. In sintesi, la radice di ogni peccato consiste secondo la Bibbia nel non dare ascolto alla parola di Dio. Nel successivo quarto capitolo della Genesi si illustra come il peccato di Adamo, apparentemente molto modesto, si amplifica nei suoi discendenti: l'autonomia etica dell'uomo diventa con Caino libertà da ogni legame economico-familiare e con Lamech da ogni etica civile.

## Discendenza e morte di Adamo

### Secondo la Bibbia
Adamo con Eva generò Caino e Abele (Genesi 4,1). Alla morte di Abele per mano di Caino, Eva generò un altro figlio, Set, la cui discendenza sostituirà quella di Abele (Genesi 4,25). Ciò avvenne quando Adamo raggiunse l'età di centotrenta anni. Da Set discenderanno i cultori di YHWH e in particolare il popolo ebraico e forse per questo la Bibbia specifica che Set fu generato "a immagine e somiglianza" di Adamo. Anche a Caino, però, viene attribuita una discendenza, che è dedita alla pastorizia, alla musica e alla metallurgia. Dopo di loro Adamo ed Eva generarono ancora altri figli e figlie, di cui però non viene detto nulla (Genesi 5,3-4). Adamo visse fino all'età di 930 anni (Genesi 5,5).

### Tradizioni ebraiche sulle figlie di Adamo
La Bibbia non è una cronaca e perciò trascura le notizie considerate teologicamente irrilevanti, per esempio i nomi delle figlie di Adamo, sulle quali tuttavia sussistono numerose tradizioni extrabibliche, che assegnano ad Adamo un numero di figli e figlie variabile fra 14 e 140.
Secondo il Libro dei Giubilei, composto probabilmente tra il 160 ed il 150 a.C.,  dopo la morte di Abele, Caino sposò sua sorella Awan, che gli avrebbe dato un figlio di nome Enoch; Set sposò la sorella Azura, di quattro anni più giovane che diede alla luce Enos.
L'ignoto autore del Libro delle Antichità Bibliche (primi decenni del I secolo d.C.) scrive: "Era l'inizio del mondo quando Adamo ebbe tre figli e una figlia: Caino, Noaba, Abele e Seth" (1.1)  la moglie di Caino si chiamava Themech.(2.1).
Secondo un testo molto più tardo, l'Apocalisse dello Pseudo-Metodio (composto verso il 692 d.C.), Caino avrebbe avuto una gemella di nome Calmana ed Abele una di nome Debora.
Nelle Cronache di Jerahmeel, una compilazione del XIV secolo basata su scritti molto più antichi a cura di Eleasar ben Asher ha-Levi, è riportato che "Adamo generò tre figli e tre figlie, Caino e sua moglie gemella Calmana, Abele e sua moglie gemella Deborah, Seth e sua moglie gemella Noaba."
Nella letteratura rabbinica la questione dell'esistenza di due figlie gemelle di Caino ed Abele fu ampiamente discussa: Bereshit Rabbah XXii, 2 scrive: "Rabbi Joshua b. Qarha said: "Two lay down and seven rose up: Cain and his twin sister, Abel and his two twin sisters."
Il nome di Calmana come moglie di Caino è citato anche da Gedaliah ibn Yahya ben Joseph (c. 1515 – 1587) nel Sefer Shalshelet ha-Ḳabbalah (fol. 92b dell'edizione di Venezia, 1587).
Sulla figura di Calmana nel Medioevo sono sorte varie leggende; alcuni testi la citano come moglie di Caino: ad esempio John Gower nel suo Confessio amantis (1390) scrive: "First twin boys, Cain and Abel, were born, then two daughters, Calmana and Delbora. Cain married Calmana and Abel married Delbora, for in those first days there was no law against incest." ("Incipit Liber Octavus"). Martin Lutero nella sua ultima opera, il Commento alla Genesi, scrive: "E gli ebrei, inoltre, dicono che Eva partorì due gemelli ad ogni nascita, un maschio e una femmina; ed affermano che Caino si sposò con sua sorella Calmana, e Abele con sua sorella Debora. Se queste affermazioni siano vere o no non lo posso affermare. Non so. Ma non sono vitali per gli interessi della Chiesa, e non c'è nulla di certo al riguardo."

## Adamo nella tradizione post-biblica
Adamo compare in molti scritti apocrifi sia di origine ebraica (Vita di Adamo ed Eva; Apocalisse di Mosè) che cristiana (La caverna del tesoro, Vita di Adamo, Testamento di Adamo). Nella tradizione cristiana ebbe molta diffusione la leggenda della Vera Croce (tratta dalla Legenda Aurea), secondo la quale alla morte di Adamo, Seth avrebbe piantato un seme datogli da un angelo sulla sua tomba. Dal seme sarebbe nato un grande albero, dal cui legno, sarebbe stata ricavata la croce di Cristo, poi miracolosamente ritrovata a Gerusalemme da Flavia Giulia Elena. Secondo alcune versioni della leggenda Cristo sarebbe stato crocifisso proprio sul luogo dove era in origine la tomba di Adamo. Molti dipinti della crocefissione recepiscono questa leggenda rappresentando il cranio di Adamo alla base della croce.

### Leggende ebraiche
Una raccolta delle tradizioni su Adamo contenute nella Mishnah e nel Talmud si trova nell'opera di Louis Ginzberg The Legends of the Jews (7 volumi, 1909-1938).

### Adam Qadmon, l'uomo primordiale secondo la Cabala
La locuzione Adam Qadmon (espressione ebraica) secondo la cabbala, corrente mistica dell'Ebraismo, è il primo uomo, emanazione della perfezione assoluta; raffigurato come asse principale di dieci cerchi concentrici, le sĕfirōt (sfere della creazione), in modo così da essere simbolo dell'universo stesso; considerato androgino, nella mistica ebraica antica è considerato contaminato con Dio; più tardi, nel Libro di Bahir, la dimensione umana (ʿAsiyah) rivela la struttura mistica della divinità, con le sue membra corrispondenti alle sette sante forme di Dio. In particolare, l'Adam Kadmon è la prima tra le partzufim (personificazioni o ipostasi del divino) a manifestarsi nel vuoto del chalal (risultato della contrazione - tzimtzum - dell'"infinita luce di Dio" - Or Ein Sof).

## Nel cristianesimo
La storia di Adamo, raccontata dai primi capitoli della Genesi, è il fondamento di due insegnamenti chiave della religione cristiana: la fratellanza universale di tutti gli uomini e la diffusione universale del male, a cui pone rimedio solo Gesù Cristo. Per questo motivo, nonostante alcuni teologi lo ritengano inessenziale alla fede, la predicazione ufficiale della Chiesa cattolica tuttora presenta Adamo come un personaggio realmente vissuto e, con Eva, progenitore di tutta l'umanità (monogenismo). Questo viene ribadito nel Catechismo della Chiesa Cattolica (Compendio del 2005, quesiti: 7, 75 e 76) ed è stato, tra gli altri, sottolineato nell'enciclica di papa Pio XII Humani Generis del 1950:
I teologi della chiesa antica, fra cui soprattutto Agostino d'Ippona, elaborarono la dottrina del peccato originale sulla base del racconto del peccato di Adamo e della contrapposizione fra Adamo e Gesù nella Lettera ai Romani di Paolo di Tarso. La dottrina era influenzata anche dalla traduzione latina probabilmente erronea del versetto 5,12 della lettera di Paolo e diede adito alla controversia col pelagianesimo. La Chiesa cattolica ritiene storico anche l'episodio del peccato originale – commesso da Adamo insieme a Eva – anche se le modalità esecutive del peccato possono essere state tutte diverse da quelle illustrate con un "linguaggio d'immagini" nel libro della Genesi 3. Lo storico del Cristianesimo Remo Cacitti, in merito, ritiene: "Che la colpa di un remoto e mitico progenitore ricada su tutti i discendenti attraverso i secoli può risultare credibile solo in base a un'obbedienza dogmatica. La Chiesa, però, continua a ritenerla centrale nella sua dottrina, come ribadisce anche l'ultimo catechismo, che definisce il peccato originale «un fatto accaduto all'inizio della storia dell'umanità». Un «fatto», dunque, nonostante le ricerche abbiano restituito a quel racconto il suo carattere mitico. Tanto più che la creatura uscita dalle mani di Dio «a sua immagine e somiglianza», cede al peccato alla prima tentazione offerta da un improbabile serpente che parla. Come ha scritto il teologo Vito Mancuso, davanti a una tale fragilità «bisognerebbe parlare di un difetto di fabbricazione».

Le incongruenze rilevate ironicamente da Remo Caccitti si ridimensionano notevolmente non appena ci si rende conto che la Genesi parla della perdita di uno stato soprannaturale goduto da Adamo, non della colpa di un progenitore che ricade indiscriminatamente su tutti i discendenti. Il Catechismo, inoltre, proprio nel brano citato da Caccitti parla di un "linguaggio d'immagini", cioè non obbliga a interpretare letteralmente il racconto di Gen 3, un testo "legittimamente celebre per la finezza psicologica di cui dà prova l'autore nell'analisi della tentazione e dei suoi vari momenti".
Adamo è venerato dalla Chiesa cattolica come santo, con ricorrenza il 24 dicembre. "Il nostro progenitore, in realtà, non gode di un culto liturgico proprio, ma sia in Occidente che in Oriente, egli è venerato insieme a tutti gli antenati di Gesù Cristo ed i giusti del Vecchio Testamento, in un'unica celebrazione collettiva".

## Nell'islam
L'islam riserva ad Adamo una posizione del tutto privilegiata, essendo considerato il primo profeta dell'islam e il primo musulmano, cioè il primo uomo sottomesso alla volontà di Dio.
Nel Corano, è con queste parole che Dio annuncia agli angeli la creazione dell'uomo:
Il giorno che {Allah} decise di crearlo {l'essere umano}, comunicò questa Sua decisione agli angeli. Essi dissero: “Vuoi forse creare chi porterà la corruzione e spargerà il sangue sulla terra?”. {Allah} disse: “In verità, Io so ciò che voi non sapete” (Sūra al-Baqara/ La Giovenca, 2:30).
Per dimostrare agli angeli che nell'uomo c'è molto più di quanto loro credano, Dio insegna ad Adamo i nomi di tutte le cose, mostrando così loro le sue grandi capacità intellettive:
Insegnò ad Adamo tutti i nomi {tutte le realtà}. Quindi chiese agli angeli: “Ditemi ora i loro nomi”. Dissero: “Non v'è sapere in noi all'infuori di ciò che Tu Stesso ci hai insegnato {non possiamo imparare ciò che tu stesso non ci hai insegnato}”. Egli disse ad Adamo: “O Adamo, informali dei nomi di queste {cose}”; quando {Adamo} li mise al corrente dei nomi di quelle {cose}, Allah disse agli angeli: “Non vi avevo forse detto che Io conosco l'arcano dei cieli e della terra {conosco ciò che sicuramente non conoscete}, ciò che voi manifestate e ciò che tenevate nascosto?” (Sūra al-Baqara, La Giovenca 2:31-33).
Secondo un commentario di Muhammad ibn Jarir al-Tabari, Adamo è stato plasmato con la terra (fango di argilla) fatta raccogliere da Dio dagli angeli nel luogo della attuale Mecca, precisamente dove c'è la Kaʿba.

Allah mandò per primo l'arcangelo Gabriele (Jibrīl), ma la terra parlò e giurò in nome di Allah che non le si sarebbe presa della materia, poi andò l'angelo Michele (Mīkāʾīl), ma non ne prese perché nuovamente la terra giurò nel nome di Allah. Infine l'angelo della Morte (ʿAzrāʾīl) andò e, fedele al comando di Allah, non rispettò il giuramento della terra, prese 40 cubiti di essa e li condusse a Dio per plasmare Adamo. Quindi, una volta plasmato, Adamo restò sulla terra per lungo tempo, come una statua di terracotta, con il suo corpo che risuonava al tocco di Iblis (il diavolo), finché Dio gli mandò il suo soffio dandogli vita.

Nel Corano, il processo di creazione dell'uomo e la sua natura duale, cioè materiale e spirituale, è così descritta:
“È colui che ha perfezionato ogni cosa creata e dall'argilla ha dato inizio alla creazione dell'uomo, quindi ha tratto la sua discendenza da una goccia d'acqua insignificante, quindi gli ha dato forma e ha insufflato in lui del Suo spirito” (Sūra as-Sajdah, 32:7-9).

## Altre tradizioni

### Nei Veda
Nel Dizionario Filosofico, alla voce "Adamo", Voltaire cita il fatto che negli scritti vedici sia riportata la storia di un uomo chiamato Adimo e di sua moglie Procriti. Questo racconto, spiega Voltaire, sembra essere più antico di quello biblico, ma non si può assumere che la storia di Adamo sia tratta da quella di Adimo, in quanto le due vicende sono completamente diverse. La stessa tradizione brahminica rifiuta ogni possibile contaminazione tra i due testi.

### Nel bahaismo
Per la Religione bahá'i, Adamo non è considerato il primo uomo ma l'iniziatore di un indispensabile ciclo profetico, cioè la prima Manifestazione di Dio di cui si abbia narrazione storica. Prima di lui, sarebbero esistiti altri Profeti dei quali, per la grande lontananza nel tempo, non sarebbe rimasto alcun riferimento. Dopo Adamo, Dio s'è manifestato all'umanità con una successione di altri Profeti che compongono il "ciclo adamico" e che arriva fino a Muhammad e poi avanza con il Báb e Bahá'u'lláh che aprono il ciclo dell'adempimento che dà corso al ciclo della maturità del genere umano. Abdul-Baha afferma che la storia di Adamo ed Eva riportata nella Genesi ha importante valore, con un significato simbolico e allegorico.

## Nella cultura di massa
Nel manga di Record of Ragnarok, Adamo è uno degli umani che combatte al torneo del Ragnarok.
Nell'anime Neon Genesis Evangelion, il primo angelo porta il nome di Adam ed è il progenitore di tutti gli Angeli tranne Lilith, che invece è la progenitrice della razza umana: arrivato per primo sulla Terra, ma impossibilitato dal popolare il pianeta con la sua stirpe a causa del successivo arrivo di Lilith, gli Angeli sarebbero quindi visti come i veri eredi del mondo, e le specie terrestri come usurpatori.
Nella serie animata Hazbin Hotel, Adamo dopo la morte è un angelo antagonista che comanda gli esorcisti. Gode della sofferenza degli abitanti dell'Inferno e ride dell'idea della protagonista, Charlie Stella del Mattino, di poter far ascendere i peccatori al Cielo.

## Nel teatro
- EVA & ADAM, opera teatrale prodotta dalla Markus Zohner Theater Compagnie di Lugano.

### Riferimenti
1. ↑  Per approfondire: Fritz Maass, voce ādām, in G. Johannes Botterweck e Helmer Ringgren (a cura di), Grande Lessico dell'Antico Testamento, Brescia, Paideia, 1988, Volume I, colonne 159-186.
2. ↑   Gen 2,5-7;3,19, su La Parola - La Sacra Bibbia in italiano in Internet.
3. ↑  La creazione dell'uomo descritta nei miti sumeri. Manuel Bonoli. Civiltà Eterne. 7 febbraio 2017.
4. ↑  Giovanni Pettinato, Miti Sumeri, De Agostini, 2013, p. 614.
5. ↑  Khnum il Creatore della vita. Storie e misteri dell'Antico Egitto. Libero-Spazio inwind.
6. ↑  Khnum, il Vasaio Divino, dal Mammisi del Tempio di Dendera.. Mediterraneo Antico.
7. ↑   Gen 1,26-28, su La Parola - La Sacra Bibbia in italiano in Internet.
8. ↑   Gen 2,7-22, su La Parola - La Sacra Bibbia in italiano in Internet.
9. ↑   Gen 2,4-7, su La Parola - La Sacra Bibbia in italiano in Internet.
10. ↑   Gen 2,8-15, su La Parola - La Sacra Bibbia in italiano in Internet.
11. ↑   Gen 2,18-20, su La Parola - La Sacra Bibbia in italiano in Internet.
12. ↑   Gen 2,21-25, su La Parola - La Sacra Bibbia in italiano in Internet.
13. ↑  Bart Ehrman, L'Antico Testamento, Carocci Editore, 2018, pp. 65, 85-87, ISBN 978-88-430-9350-2.
14. ↑   Mt 19,4-5, su La Parola - La Sacra Bibbia in italiano in Internet.
15. ↑   Rom 5,12-21, su La Parola - La Sacra Bibbia in italiano in Internet.
16. ↑   1Cor 15,20-50, su La Parola - La Sacra Bibbia in italiano in Internet.
17. ↑   Rom 16,1-2, su La Parola - La Sacra Bibbia in italiano in Internet.
18. ↑   1 Cor 11,5, su La Parola - La Sacra Bibbia in italiano in Internet.
19. ↑   At 18,26, su La Parola - La Sacra Bibbia in italiano in Internet.
20. ↑  "Come in tutte le comunità dei fedeli, le donne nelle assemblee tacciano perché non è loro permesso parlare; stiano invece sottomesse, come dice anche la legge." ( 1Co14,34, su laparola.net.).
21. ↑  La Bibbia, Edizioni Paoline, 1991, p. 1814, ISBN 88-215-1068-9. Cfr anche: Bibbia TOB, Elle Di Ci Leumann, 1997, p. 2750, ISBN 88-01-10612-2.
22. ↑   1Tm2,11-14, su La Parola - La Sacra Bibbia in italiano in Internet.
23. ↑  Raymond E. Brown, Joseph A. Fitzmyer, Roland E. Murphy, Nuovo Grande Commentario Biblico, Queriniana, 2002, p. 1175, ISBN 88-399-0054-3.
24. ↑   Gen 3,16.13-14, su La Parola - La Sacra Bibbia in italiano in Internet.
25. ↑  Raymond E. Brown, Joseph A. Fitzmyer, Roland E. Murphy, Nuovo Grande Commentario Biblico, Queriniana, 2002, pp. 15, 1175, ISBN 88-399-0054-3. Cfr anche: Bart Ehrman, Il Nuovo Testamento, Carocci Editore, 2015, pp. 429-430, ISBN 978-88-430-7821-9; Bibbia di Gerusalemme, EDB, 2011, p.29, ISBN 978-88-10-82031-5.
26. ↑   Gen 2-3, su La Parola - La Sacra Bibbia in italiano in Internet.
27. ↑  "Il Signore Dio disse alla donna: «Che hai fatto?». Rispose la donna: «Il serpente mi ha ingannata e io ho mangiato»." ( Gen3,13, su laparola.net.).
28. ↑  "Dalla donna ha avuto inizio il peccato, per causa sua tutti moriamo." ( Sir25,24, su laparola.net.).
29. ↑  Adrian Desmond and James Moore, Darwin’s Sacred Cause: Race, Slavery and the Quest for Human Origins, University of Chicago Press, 2011, 289.
30. ↑  David N. Livingston, Adam’s Ancestors: Race, Religion and the Politics of Human Origins, Baltimore, MD, The Johns Hopkins University Press, 2008.
31. ↑  Joshua Swamidass, The Genealogical Adam & Eve: The Surprising Science of Universal Ancestry, Downers Grove, IL, InterVarsity Press, 2019.
32. ↑  Il mito è un tentativo di 
spiegare la realtà, attraverso una rappresentazione figurata anziché una speculazione razionale. Esempi di mito sono le parabole evangeliche.
33. ↑  Le prime somiglianze anche linguistiche fra la storia dell'Eden e la storia deuteronomista furono rilevate da Luis Alonso Schokel in Motivos sapienciales y de alianza ec Gen 2-3, Bib 43 (1962), 295-315. Egli osservò, inoltre, che questi capitoli della Genesi non potevano risalire al secolo X, come ritenuto sino ad allora.
34. ↑  Michael Lefebvre, Adam reigns in Eden: Genesis and the origins of kingship, BET 5.2 (2018), pp. 25-57.
35. ↑  Gianantonio Borgonovo et al., Torah e storiografie dell'Antico Testamento, Elledici, 2012, p. 464.
36. ↑  idem, p. 466.
37. ↑  La costola di Adamo
38. ↑  van der Lugt, Maaike, Sex Difference in Medieval Theology and Canon Law, Medieval Feminist Forum (University of Iowa), vol. 46, no. 1 (2010): 101–121.
39. ↑  Summa Theologiae, I, 92, 3.
40. 1 2  Andrea Vesalio, De Humani Corporis Fabrica, Libro I, capitolo 19
41. ↑  Marjorie O'Rourke Boyle, Senses of Touch: Human Dignity and Deformity from Michelangelo to Calvin, Brill 1998, ISBN 9004111751
42. ↑  T.A.Hart, S.R. Guthrie, Faithful Performances: Enacting Christian Tradition, Ashgate Publishing 2007, ISBN 0754655253
43. ↑  Jerome Van Crowninshield Smith, The Class Book of Anatomy, Boston: Robert S.Davis, Philadelphia: Hogan and Thompson, 1840
44. ↑  Henry Hallam, Introduction to the Literature of Europe in the Fifteenth, Sixteenth and Seventeenth Centuries, terza edizione, Volume III, Londra: John Murray, Albemaele Street 1847
45. ↑  Nathan French, A Theocentric Interpretation of הדעת טוב ורע: The Knowledge of Good and Evil as the Knowledge for Administering Reward and Punishment, 2021, Vandenhoeck & Ruprecht, FRLANT 283
46. ↑   1Tm2,11-14, su La Parola - La Sacra Bibbia in italiano in Internet.
47. ↑  Bart Ehrman, Gesù non l'ha mai detto - Millecinquecento anni di errori e manipolazioni nella traduzione dei vangeli, Mondadori, 2007, pp. 209-212, ISBN 978-88-04-57996-0.
48. ↑  Dacia Maraini, Chiara di Assisi: Elogio della disobbedienza, Rizzoli, 2016, ISBN 978-88-586-7101-6
49. ↑  Rosalind Miles, Chi ha cucinato l'ultima cena?: Storia femminile del mondo, 2009, ISBN 978-88-619-2750-6.
50. ↑  Bart Ehrman, Il Nuovo Testamento, Carocci Editore, 2015, pp. 420-437, ISBN 978-88-430-7821-9.
51. ↑  Walter Peruzzi, Il cattolicesimo reale. Attraverso i testi della Bibbia, dei papi, dei dottori della chiesa, dei concili, Odradek, 2008, Parte I cap. III, ISBN 978-88-869-7397-7.
52. ↑  Crispin Fletcher-Louis, King Solomon, a new Adam and incorporative representative of God’s people (1 Kings 3–4): a text that supports N. T. Wright on Paul and the Messiah; in: J.A.Dunne and E. Lewellen eds., One God, One People, One Future: Essays in honor of N. T. Wright,  Fortress Press, Minneapolis 2018.
53. ↑   Gen 4,1, su La Parola - La Sacra Bibbia in italiano in Internet.
54. ↑   Gen 4,25, su La Parola - La Sacra Bibbia in italiano in Internet.
55. ↑   Gen 5,3-4, su La Parola - La Sacra Bibbia in italiano in Internet.
56. ↑   Gen 5,5, su La Parola - La Sacra Bibbia in italiano in Internet.
57. ↑  Arturo Graf, Miti, leggende e superstizioni del Medio Evo
58. ↑  James C. VanderKam, Jubilees 1: A Commentary on the Book of Jubilees Chapters 1–21, Minneapolis, Fortress Press, 2018, p. 38.
59. ↑  Libro delle Antichità Bibliche (a cura di Antonio Nogara) in: Paolo Sacchi (a cura di), Apocrifi dell'antico Testamento, vol. IV, Brescia, Paideia, 2000, pp. 258-260.
60. ↑  Apocalypse Pseudo-Methodius: An Alexandrian World Chronicle, edito e tradotto da Benjamin Garstad, Cambridge (MA), Harvard University Pres, 2012, Introduction, p. VII
61. ↑  The Chronicles of Jerahmeel or, the Hebrew Bible Historiale, a cura di Moses Gaster, Londra, Royal Asiatic Society, 1899, XXVI, p. 54; vedere anche Daniel J. Harrington, The Hebrew fragments of Pseudo-Philo's Liber Antiquitatum biblicarum preserved in the Chronicles of Jerahmeel, Missolua, Society of Biblical Literature, 1974, 1.1, p. 11.
62. ↑  Citato in: John Bowker, The Targums and Rabbinic Literature, Cambridge, Cambridge University Press, 1969, p. 137.
63. ↑  Vedere Genoveffa Palumbo, L'archetipo oscuro e dimenticato della sorella: Calmana, sorella di Caino, Quaderni storici, vol. 29, 1994, pp. 669-700.
64. ↑  Martin Lutero, Commento alla Genesi, IV, 250.
65. ↑  Vedere in particolare nel primo volume il capitolo II (Adam, pp. 1-46 e il capitolo III (The Ten Generations, pp. 47-132)
66. ↑  Lurker 1994, pp. 24-25.
67. ↑  "7. Quali sono le prime tappe della Rivelazione di Dio? Dio, fin dal principio, si manifesta ai progenitori, Adamo ed Eva, e li invita ad un'intima comunione con lui. Dopo la loro caduta, non interrompe la sua rivelazione e promette la salvezza per tutta la loro discendenza. Dopo il diluvio, stipula con Noè un'alleanza tra lui e tutti gli esseri viventi."
68. ↑  "75. In che cosa consiste il primo peccato dell'uomo? L'uomo, tentato dal diavolo, ha lasciato spegnere nel suo cuore la fiducia nei confronti del suo Creatore e, disobbedendoGli, ha voluto diventare «come Dio» senza Dio, e non secondo Dio (Gn 3,5). Così Adamo ed Eva hanno perduto immediatamente, per sé e per tutti i loro discendenti, la grazia originale della santità e della giustizia."
69. ↑  "76. Che cos'è il peccato originale? Il peccato originale nel quale tutti gli uomini nascono è lo stato di privazione della santità e della giustizia originali. È un peccato da noi «contratto», non «commesso»; è una condizione di nascita, e non un atto personale. A motivo dell'unità di origine di tutti gli uomini, esso si trasmette ai discendenti di Adamo con la natura umana, «non per imitazione, ma per propagazione». Questa trasmissione rimane un mistero che non possiamo comprendere."
70. ↑   Gen 3, su La Parola - La Sacra Bibbia in italiano in Internet.
71. ↑  Corrado Augias e Remo Cacitti, Inchiesta sul cristianesimo, Mondadori, 2012, pp. 230-231, ISBN 978-88-04-59702-5.
72. ↑  Sant'Adamo Primo uomo, Archivio
73. ↑  Patto bahai
74. ↑  Laura Clifford Barney, Les leçons de Saint-Jean-d'Acre, Presses universitaires de France, Paris, 1982, p. 315